# Machimus dravidicus
Machimus dravidicus är en tvåvingeart som beskrevs av Joseph och Parui 1986. Machimus dravidicus ingår i släktet Machimus och familjen rovflugor. Inga underarter finns listade i Catalogue of Life.